# Переворот 13 апреля 1975 года в Чаде
Переворот 13 апреля 1975 года в Чаде — военный переворот в Республике Чад, осуществленный армией и жандармерией. В результате него было свергнут конституционный, но авторитарный режим Президента Франсуа Томбалбая и власть на несколько лет перешла в руки вооружённых сил.

## Накануне переворота
Военный переворот 13 апреля 1975 года стал следствием глубокого кризиса, поразившего Чад к середине 1970-х годов. Разрушавшая слабую экономику страны восьмилетняя гражданская война между правительством и мусульманским севером страны, мировой экономический кризис и начавшаяся в Африке засуха обострили и без того сложную обстановку. К всеобщему недовольству авторитарным правлением Франсуа Томбалбая добавились его конфликты с собственной партией и с национальной армией. В 1973 году Президент нанёс удары в обоих направлениях — он отправил в тюрьму главнокомандующего Феликса Маллума, а затем распустил Прогрессивную партию Чада, создав взамен новую партию.

Но конфликт с армией решить не удалось. Более того, возник конфликт с жандармерией — 23 марта 1975 года по приказу Томбалбая был арестован командующий жандармерией бригадный генерал Неге Джого, а 2 апреля отправлены в тюрьму его заместитель полковник Джимет и помощник майор Альфонс Котига Герина. В начале апреля Президент Томбалбай начал беспрецедентную кампанию по дискредитации собственной армии и объявил о её предстоящей реорганизации. Конфликт привёл к вооружённым столкновениям в столице и недовольству уже всей армии.

## Ход переворота
Переворот начался на рассвете 13 апреля 1975 года, в воскресенье, в гарнизоне Борахо, расположенном в 35 милях от Нджамены — подразделения под командованием лейтенанта Димтолума выехали из гарнизона в направлении столицы. (Одним из инициаторов переворота позже называли и майора Вадаля Абделькадера Камуге). В 05.00 они атаковали президентский дворец на окраине Нджамены, встретив упорное сопротивление подразделений службы охраны президента Чада (фр. Compagnies Tchadiennes de Securite,CTS). Нджамена была разбужена артиллерийской канонадой, которую сменили звуки автоматных перестрелок. Вскоре на помощь восставшим пришли войска под командованием временного главнокомандующего армией бригадного генерала Ноэля Одингара, который принял на себя общее командование штурмом. В 08.30 командовавший оборонявшими президентский дворец силами безопасности полковник Селебиани выступил по радио и призвал своих подчинённых сложить оружие. Бои прекратились. Согласно официальной версии, озвученной позже радио Нджамены, Президент Франсуа Томбалбай получил тяжёлое ранение во время перестрелки и вскоре скончался. В столицу въезжали армейские грузовики с солдатами, которые стреляли в воздух и кричали «Мы победили! Да здравствует Республика!» Узнавшее о смерти Президента население высыпало на улицы Нджамены и устроило массовые гуляния с танцами и пением песни из двух слов: «Томбалбай мёртв!».
Подробности гибели Томбалбая остались неясными. Неясными остались и другие вопросы: был ли переворот стихийным, или его готовили заранее; кто действительно стоял во главе заговора, если он был; планировалось ли убийство Томбалбая, или, как позже утверждали военные, они хотели его только арестовать, как год назад это было сделано армией в соседнем Нигере; в чем были истинные причины переворота; и т. д.
Впрочем, уже 21 апреля 1975 года на митинге в Нджамене член Высшего военного совета капитан Закария вернулся к подробностям переворота и заявил, что свержение режима готовилось планомерно и заранее. Причинами переворота он назвал необоснованные репрессии, тяжелое экономическое положение Чада и отсталость страны во всех областях «в то время, как другие страны сделали значительные успехи на пути социально-экономического развития».

## Новый режим
Выступивший по национальному радио бригадный генерал Ноэль Одингар, взявший на себя всю власть в стране, заявил, что армия «выполнила свой долг перед Богом и нацией» и взяла власть, чтобы «положить конец злоупотреблениям, социальной несправедливости и экономической разрухе». Действие Конституции 1962 года было приостановлено, Национальная ассамблея, правительство и правящая партия Национальное движение за культурную и социальную революцию распущены, парламентская и политическая деятельность запрещена. Были распущены и «роты безопасности», созданные Томбалбаем из верных ему земляков. На всей территории страны вводился комендантский час, был закрыт международный аэропорт Нджамены. Новое руководство обязалось выполнять все международные обязательства, гарантировало иностранцам их безопасность и защиту их интересов, а также по радио призвало командование французских войск в Чаде не вмешиваться в события. Из тюрем были выпущены 175 политических заключенных, в том числе генералы Феликс Маллум и Неге Джого.
Для управления страной армия и жандармерия создали Высший военный совет (фр. Conseil Supertieur Militaire, CSM). В его состав вошли генералы Феликс Маллум, Ноэль Одингар и Неге Джого, полковник М.Джимет, майор Камуге, и четыре офицера в чине капитанов и лейтенантов, в том числе капитан Закария, и М. Д. Нганинар. Председателем Высшего военного совета был избран генерал Маллум. В полночь он обратился по радио с обращением к нации, заявил, что Высший военный совет будет управлять страной до сформирования временного правительства и пообещал провести экономические и социальные реформы. На следующий день армия распространила коммюнике, в котором обвинила свергнутого Томбалбая в расколе страны, поощрении племенной розни и в оскорблении армии.
15 апреля 1975 года генерал Феликс Маллум был приведен к присяге как новый глава государства и правительства.

## Последствия переворота
Переворот 13 апреля 1975 года на некоторое время разрядил обстановку и возродил надежды на возможное мирное решение многочисленных, сложных и масштабных проблем, стоявших перед Чадом. Однако, для взявшей власть армии ни мирное, ни военное решение проблем страны оказалось невозможным. Передать же власть в условиях оставшегося после Томбалбая политического вакуума военным было некому — на неё претендовали только полевые командиры повстанцев с враждебного лидерам нового режима арабского Севера. (Маллум, Одингар, Джого и прочие армейские командиры принадлежали к южной африканской народности сара, как и убитый ими Президент Томбалбай). Гражданская война возобновилась с новой силой, военный режим потерпел поражение, а созданная французами в начале 1960-х годов национальная армия Чада фактически перестала существовать.